# Dryopteris aemula
Espèce
Synonymes
- Aspidium dilatatum var. recurvum Bree, 1831[1]
- Lastrea foenisecii (Lowe) H.C.Watson, 1846[1]
- Polypodium aemulum Aiton, 1789[1]
- Polystichum aemulum (Aiton) Duterte, 1887[1]

Dryopteris aemula, la Dryoptéride atlantique, Dryoptéride à odeur de foin, Dryoptéris atlantique, Dryoptéris à odeur de foin, est une espèce de plante de la famille des Dryopteridaceae et du genre Dryopteris.

## Description
Dryopteris aemula est une fougère vivace hémicryptophyte avec un rhizome épais court, vertical ou ascendant, densément couvert d'écailles molles et larges. Les feuilles sont regroupées en faisceaux larges et dispersés, sous la forme d'une couronne de frondes.
Le rachis est brun violet foncé avec des écailles lancéolées rouge-brun. Les feuilles sont tripennées, triangulaires-ovales ou triangulaires-lancéolées, de 15 à 60 cm de long, souvent arquées, semi-persistantes et jaune-vert pâle. De petites glandes sessiles éparses se développent sur la face inférieure ou sur les deux surfaces des frondes. Les pennes sont légèrement concaves, ce qui donne à la fronde un aspect croustillant caractéristique. Le parfum de la plante ressemble au foin.
Les sores sont alignés de chaque côté de la nervure médiane. L'indusium du sore est irrégulièrement denté et bordé de glandes sessiles. Les sporanges ont un pédoncule glandulaire et produisent des spores de 20 à 28 micromètres de diamètre, ridées et non épineuses de mars à décembre.
La plante ne se reproduit pas de manière végétative et dépend des spores pour générer de nouveaux individus.

## Répartition
Dryopteris aemula est présente dans les zones côtières atlantiques de l'Europe occidentale et de la Macaronésie : archipel des Açores, île de Madère, îles Canaries, nord-ouest et sud-ouest de la France, atteignant le nord-ouest de la Turquie et les îles Britanniques.
La fougère vit dans des zones à caractère acide, principalement du quartzite, avec un substrat peu perméable avec un fort ruissellement superficiel. Elle apparaît dans les zones de collines tempérées. Son environnement optimal est constitué de vallées fermées ou de criques étroites et en pente, proches de la mer, avec une humidité atmosphérique élevée et poussant sur des quartzites ou des grès. Il s'agit d'une plante différentielle de communautés appartenant à la sous-alliance Hyperico androsaemi-Alneion (alliance Alno-Padion, ordre Populetalia albae, classe Querco-Fagetea), qui couvre les forêts riveraines atlantiques et dans laquelle des plantes telles que Culcita macrocarpa, Dryopteris corleyi (sv), Dryopteris guanchica, Dryopteris x arecesiae (Dryopteris aemula x Dryopteris corleyi), Dryopteris x asturiensis (Dryopteris affinis x Dryopteris corleyi), Dryopteris x fraser-jenkinsii (Dryopteris affinis x Dryopteris dilatata ou Dryopteris guanchica), Dryopteris x gomerica (Dryopteris aemula x Dryopteris guanchica), Hypericum androsaemum, Osmunda regalis, Salix atrocinerea, Senecio nemorensis (it) subsp. bayonenses, Stegnogramma pozoi ou Woodwardia radicans.

## Parasitologie
La feuille a pour parasites Phlogophora interrupta et Phlogophora kruegeri (nl).